# Странствующая свистящая утка

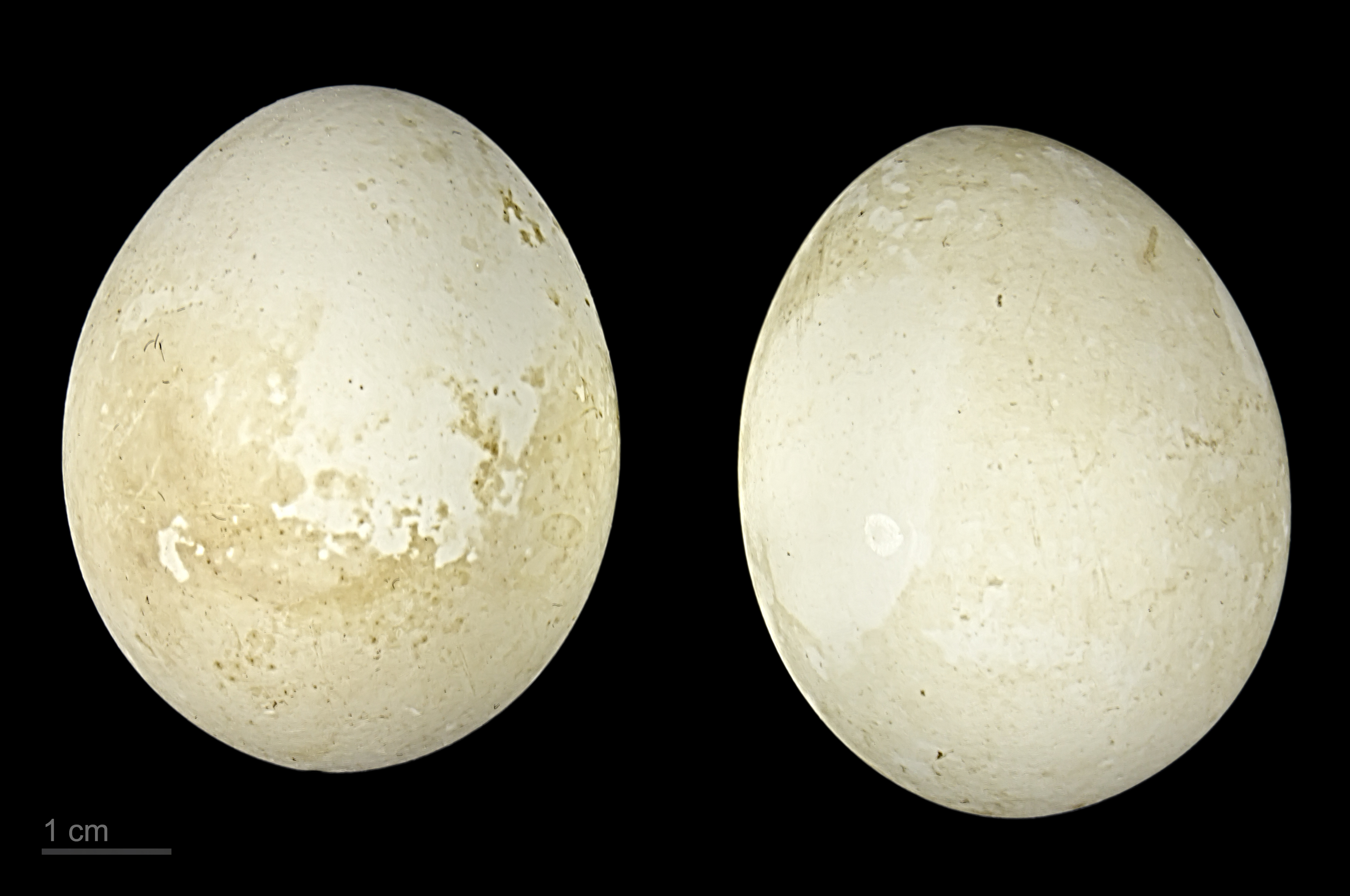
яйцо Dendrocygna arcuata - Тулузский музеум

Странствующая свистящая утка, или странствующая древесная утка  (Dendrocygna arcuata) — водоплавающая птица из семейства утиных.
Обитает в тропиках и субтропиках Австралии, Филиппин, Индонезии, Папуа—Новой Гвинеи и островах Тихого океана. 
Существуют три подвида странствующей свистящей утки:
- D. arcuata arcuata (Индонезийская странствующая свистящая утка)
- D. arcuata australis (Австралийская странствующая свистящая утка)
- D. arcuata pygmaea (Ново-британская странствующая свистящая утка)